# Markéta Aldobrandini
Markéta Aldobrandini (29. března 1588 – 9. srpna 1646) byl parmskou vévodkyní a v letech 1626–1628 regentkou Parmy.

## Život
Narodila se jako první dítě Giovanniho Franceska a Olimpie Aldobrandiniových, vnoučat papeže Klementa VIII. Dne 7. května 1600 se kvůli uzavření míru mezi rodinami Aldobrandini a Farnese v Římě provdala za Ranuccia I. Farnese. Obřad řídil sám papež. Sňatek zaručil Ranucciovi bohaté věno a nezávislost jeho vévodství. V době sňatku jí bylo 12 a ženichovi 30 let. Vzhledem k tomu, že manželství bylo po svatbě stále bezdětné, se začala projevovat manželova pověrčivá povaha. Byl přesvědčený, že jeho manželka je pod kletbou čarodějnic. Po krátkém šetření se dospělo k závěru, že bývalá Ranucciova milenka Claudia Colla a její matka známá jako 'le Romane' jsou čarodějnice, proto byly soudem odsouzeny za čarodějnictví. Jejich první potomek se narodil až 10 let po svatbě. Novorozený syn Alessandro byl hluchý. Dva roky na to v roce 1612 se narodil Eduard, následován roku 1615 Marií, 1618 Viktorií a 1619 Františkem Mariou.
I toto politické manželství, stejně jako většina sňatků rodu Farnese, se ukázalo jako nešťastné. Markéta neoplývala krásou, byla oddaná svému manželovi, zlostnému a zhýralému muži, který měl několik afér a nemanželských potomků. Když Ranuccio 5. března 1622 zemřel, nebyl jejich syn Eduard ještě schopen vládnout, a tak se regentství ujal kardinál Eduard, po jehož smrti se sama stala regentkou Parmy, a to až do synových šestnácti let.

## Potomci
Markéta a Ranuccio spolu měli devět dětí:
- Alexandr František Maria Farnese (*/† 8. srpna 1602)
- Marie Farnese (*/† 5. září 1603)
- Alexandr Farnese (5. září 1610 – 24. července 1630); dědičný princ Parmy a Piacenzy, narodil se hluchoněmý a tak byl zbaven dědictví
- Odoardo Farnese (28. dubna 1612 – 11. září 1646); vévoda z Parmy, Piacenzy a Castra;
⚭ 1628 Markéta Medicejská (31. května 1612 – 6. února 1679)
- Orazio Farnese (7. července 1613 – 28. února 1614)
- Marie Kateřina Farnese (18. února 1615 – 25. července 1646);
⚭ 1631 František I. d'Este (6. září 1610 – 14. října 1658); vévoda z Modeny a Reggia; po smrti Marie Kateřiny se František ožení s její mladší sestrou Viktorií
- Marie Farnese (*/† 29. dubna 1618)
- Viktorie Farnese (29. dubna 1618 – 10. srpna 1649);
⚭ 1648 František I. d'Este
- František Maria Farnese (15. srpna 1619 – 12. července 1647); kardinál